# 弗朗切斯科·科西加
弗朗切斯科·科西加（義大利語：Francesco Cossiga，1928年7月26日—2010年8月17日），出生于意大利萨萨里，是一位意大利政治家，曾任意大利总统，他还是萨萨里大学的法学教授。

## 早年生涯
科西加出生于萨丁岛北部的萨萨里。他的政治生涯始于第二次世界大战中，当时他在天主教教会内从事。他是恩里科·贝林格的侄子。
科西加参加意大利天主教民主党并担任意大利内务部部长，在他任期内他重组了一大批警察、民事保护和特工组织。此外他任期内发生了阿尔多·莫罗被红色旅绑架的事件。1978年莫罗被害被证实后科西加辞职。

## 总统
科西加的辞职使得他在反对党（尤其是意大利共产党）中赢得了声望，在许多人眼中他是在这个事件中唯一有责任感的意大利總理。这导致了他1985年当选为意大利总统，他是意大利历史上第一位在首轮选举中就当选的总统（首轮选据需要三分之二的选票，亦即是需獲三分之二國會議員及地方代表的支持）。他之后只有卡洛·阿泽利奥·钱皮能够在1999年重复这个选举结果。
科西加总统任期的前五年不惹人注意，他遵从意大利政治的传统，作为总统，仅为整个国家的代表和象征，避免就政治问题发表意见，更不介入政治争论。
但是在他总统期的后两年中他开始发表政见，有时甚至是强烈的、反对意大利政治系统的意见。他认为意大利的党派（尤其是天主教民主党和共产党）应该顾及到柏林墙的倒塌和冷战结束，對國內政治带来的巨大变化。
许多人认为意大利总统不应该发表这样的言论。有人甚至怀疑他是否神经有毛病。科西加自己说他只不过“很高兴去掉我的鞋里的沙子”。科西加受到意大利社会党书记贝蒂诺·克拉克西的支持。
意大利總理朱利奥·安德烈奥蒂透露短剑组织（Gladio）的存在后两人之间发生了巨大的矛盾。这个短剑组织是意大利政府建立的一个秘密组织，其目的在于在冷战中假如苏联入侵意大利的话在战线后方进行游击战和破坏。科西加承认他参与了这个组织的建立过程。意大利共产党因此决定弹劾科西加（意大利总统仅能够以严重叛国或者试图反对宪法的名义被弹劾）。后来这个弹劾被撤回。
1992年4月28日，在他任期结束前两个月时科西加辞职。此后法西斯意大利社会运动党提名并支持他再任总统。

## 终身参议员
如同意大利所有前总统，科西加辞职后于1992年被授予终身参议员的荣誉，他的称号为意大利共和国退休总统。
1998年2月，科西加创建了共和国民主联盟党（Unione Democratica per la Repubblica）。该党自称是一个非左非右的中央党。1998年罗马诺·普罗迪政府因为在不信任投票中失败后，这个中間派政党是导致1998年10月马西莫·达莱马政府上台的主要力量。达莱马成為首位具意大利共產黨背景的意大利總理。
科西加说他支持达莱马是为了打破意大利排除共产党领导人担任总理的传统（马西莫·达莱马過去是意大利共產黨黨員，實際上意大利共產黨于1991年改組，改為中間偏左的左派民主黨，1994年起領導中間偏左聯盟，對抗貝魯斯科尼領導的中間偏右聯盟）。
1999年共和国民主联盟党解散后科西加依然任参议员，他尤其对安全问题感兴趣。
他继续就意大利政治发表意见，并获得了迅速改变其立场的声誉。这可能是因为作为终身参议员他不必担心被重选的问题。不过在政治上他的影响不很大了。他与一些报纸合作。
2006年11月27日科西加辞去终身参议员的职务，不过参议院还比较投票表决是否同意辞职。

### 南蒂罗尔独立问题
2006年5月科西加在参议院提议让南蒂罗尔自治区通过公民投票来决定它是留在意大利、与奥地利合并、还是完全独立。虽然意大利议会立刻驳回了这个提议，但是在南蒂罗尔和奥地利这个提议引起了巨大的争议。南蒂罗尔人民党反对这个提议，认为它只会加深民族之间的紧张。2006年9月他又一次提出这个建议。